# ストリージ

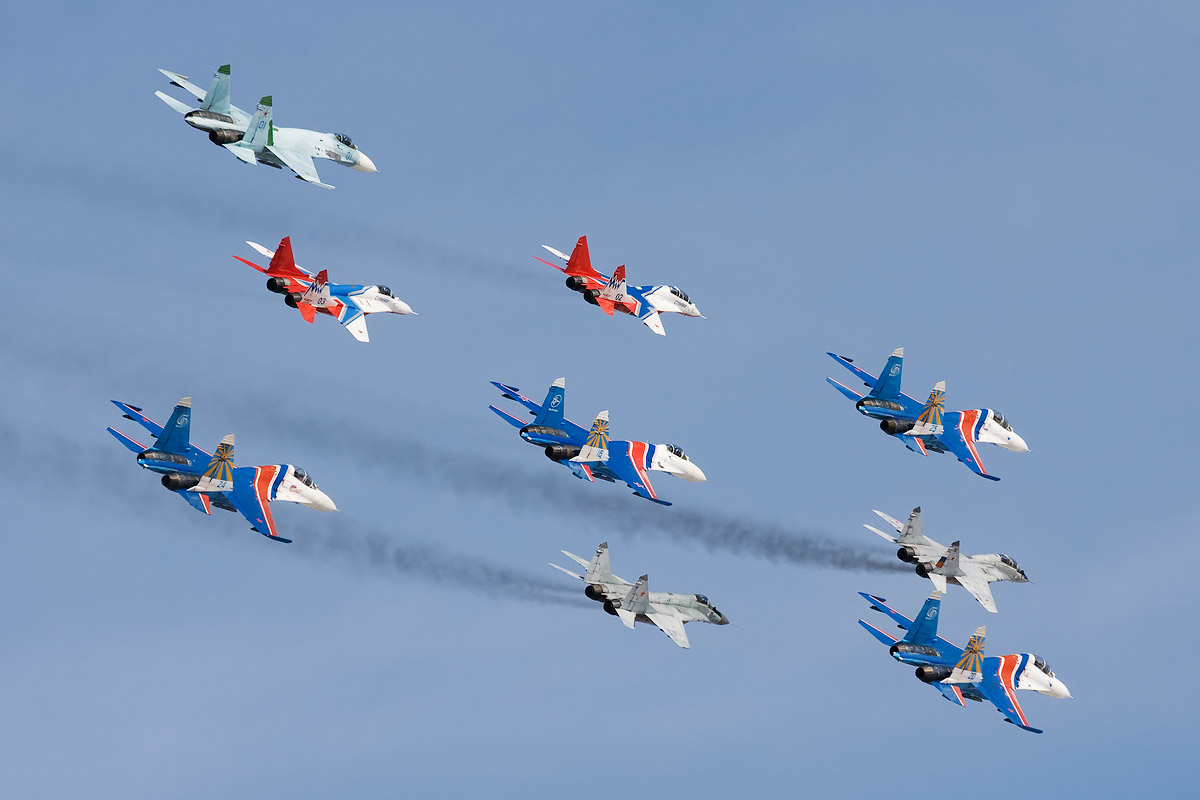
ルースキエ・ヴィーチャズィのSu-27と編隊飛行を行うストリージのMiG-29

飛行グループ「ストリージ」（ロシア語: Пилотажная группа «Стрижи» ピラタージュナヤ・グルーッパ・ストリージ）は、ロシア空軍の展示飛行チームである。チーム名は、「アマツバメたち」という意味。対外向けアピールもあり、「Swifts」という英名も使用する。MiG-29を装備する部隊としてソ連時代の1991年5月6日に結成された。

## 概要
1986年6月、クビンカにあるクビンカ飛行場のI・N・コジェドゥープ記念第237展示飛行技術センターにMiG-29が配備された。その後、各種試験や訓練を経て、1991年5月6日に、MiG-29を装備する展示飛行チームとしてストリージは結成された。
MiG-29はもともと空中格闘戦に向いた戦闘機であったため、展示飛行チームの使用機としてはもってこいであった。同様に、ロシアの隣国ウクライナでもウクライナ空軍の展示飛行チームとしてMiG-29を装備するウクライィーンスィキ・ソーコルィが編成されている。
ストリージの装備機は、結成当初は基本型のMiG-29(MiG-29 9-12)と複座型のMiG-29UBであった。その後、機体は更新され、単座機はMiG-29S(MiG-29 9-13S)となった。2017年3月の時点でこれらが寿命に達しようとしていることなどからMiG-35の更新も取りざたされている。
機体塗色は、当初は青・白・黒を基調としたものであったのが、その後中華人民共和国訪問に合わせて青の部分を赤に変更したものが採用された。現在は、色調は同じであるがまったく別のデザインのものが使用されている。なお、赤・青・白はロシアのナショナルカラーである。
ストリージはヨーロッパを中心に展示飛行の実績を積み上げてきたが、機体の売込みをかねた中華人民共和国への訪問は実現しなかった。
2011年、空軍予算の縮小に伴いチームはモスクワエアショーをもって解散する事と言う噂が出たが、ホームベースをクビンカ基地から移動して存続する事が発表された。
2017年、ロシア空軍のアンドレイ・ユージン中将はRNSに対し機材をMiG-35に置き換える予備的決定がなされたと述べた。

## 実績
チームが展示飛行を実施した国は以下の通り。
- ソ連
- ロシア連邦
- フィンランド
- マレーシア
- ドイツ
- イタリア
- スウェーデン
- フランス
- ベルギー

## クビンカの展示飛行チーム
- ストリージ - MiG-29
- ルースキエ・ヴィーチャズィ - Su-27、のちSu-30SM
- ネベースヌィエ・グサールィ（ロシア語版） - Su-25、のちMiG-29、解散